# Пщулки (гмина)
Пщулки (пол. Pszczółki) — сельская гмина (волость) в Польше, входит как административная единица в Гданьский повет, Поморское воеводство. Население — 7694 человека (на 2004 год).

## Демография
| Перепись                       | Всего   | Всего | Женщины | Женщины | Мужчины | Мужчины |
| ------------------------------ | ------- | ----- | ------- | ------- | ------- | ------- |
| Единицы                        | человек | %     | человек | %       | человек | %       |
| Население                      | 7694    | 100   | 3917    | 50,9    | 3777    | 49,1    |
| Плотность населения (чел./км²) | 154,4   | 154,4 | 78,6    | 78,6    | 75,8    | 75,8    |

## Соседние гмины
1. Гмина Прущ-Гданьски
2. Гмина Сухы-Домб
3. Гмина Тчев
4. Гмина Тромбки-Вельке